# Aleiodes anatariatus
Aleiodes anatariatus är en stekelart som beskrevs av Fortier 2007. Aleiodes anatariatus ingår i släktet Aleiodes och familjen bracksteklar. Inga underarter finns listade i Catalogue of Life.